# Elektrownia w Strond
Elektrownia w Strond – elektrownia wodna i cieplna w Strond na Wyspach Owczych. Elektrownia produkuje 1,3% energii elektrycznej produkowanej przez SEV, producenta i dystrybutora energii na Wyspach Owczych.

## Elektrownia wodna
W 1931 roku druga na Wyspach Owczych elektrownia wodna została wybudowana w Strond. Elektrownia produkuje prąd z wody ze zbiornika Sandadali, który  mieści 40 000 m³. W 2002 rury zostały położone, które pompują wodę z Svartadali do zbiornika wody w Strandadali. Zwiększyło to roczną produkcję energii elektrycznej o 1000 MWh.  Ma ona teraz moc 1,4 MW. Obecna turbina wodna w elektrowni pochodzi z 1998 roku.

## Elektrownia cieplna
Oprócz elektrowni wodnej, w Strond znajduje się także elektrownia cieplna, z trzema turbinami, dwoma marki Mirrleese blackstone, i jednym firmy Krupp Mak. Pierwsza turbina Diesla została zbudowana w Strond w 1950 roku, a następne w 1965 i 1982. Ich moc wynosi odpowiednio: 0,5, 2,3 i 3,5 MW.